# Martha Grünenwaldt
Martha Grünenwaldt, née en 1910 à Grez-Doiceau, dans le Brabant wallon, et morte à Mouscron le 23 mars 2008, est une créatrice d'art brut.

## Biographie
Son père est musicien ambulant et lui apprend le violon. Il joue dans les bals et les fêtes des villages voisins. Martha l’accompagne pendant toute son enfance et ne suit l’enseignement de l’école primaire qu’irrégulièrement.
À l’âge de vingt-trois ans, elle se marie avec un musicien. Pendant cette période, elle travaille en usine jusqu’à la naissance de sa fille, Josine. L’année 1937 est celle de la séparation d’avec son mari. Dès lors, Martha mène une vie d’errance, accompagnée de sa petite fille : elle joue du violon aux terrasses des cafés. À la fin de 1940, son mari lui reprend la garde de sa fille qui sera confiée à ses parents. Elle est alors engagée comme domestique dans un château (où il ne lui est pas permis de jouer du violon).
En 1968, sa fille, mariée à Gilbert Cardon et mère de cinq enfants, lui offre de s’installer chez eux, à Mouscron.
En 1981, à soixante et onze ans, elle commence à dessiner, au verso d’affiches et de papiers peints récupérés. Elle utilise la gouache, les crayons de couleur et le stylo-bille. Elle dessine exclusivement des femmes… qui sont des fleurs… qui sont des animaux… qui sont des oiseaux… qui signent une vie pleine de vertige. Martha est en retrait du monde, toute occupée à son affaire… une affaire qui peut-être lui apporte enfin un peu de paix.

## Ses œuvres dans les collections
La première exposition personnelle a été organisée à Mouscron en 1987. Ses œuvres sont présentes dans de nombreuses collections de par le monde. La Fondation Paul Duhem a reçu en 2017 un don d'environ 80 œuvres de sa fille Josine Cardon-Marchal. Le LAM, musée d'art moderne de Villeneuve d'Ascq possèdent un grand nombre de dessins provenant d'une donation de l'Aracine en 1999. La Collection de l'art brut de Lausanne comprend trente de ses dessins. Le Musée de la Création Franche à Bègles possède plusieurs de ses dessins.

## Expositions
- 2025: 25 ans de plaisir. Galerie du Marché, Lausanne[9]
- 2025: ESPÍRITO SINGULAR" Centro de Arte Oliva, São João da Madeira
- 2024: Biotop Art Brut, Werke aus der Sammlung Hannah Rieger, Kunsthalle Jesuitenkirche,Aschaffenburg
- 2024: 25 ans de plaisir, galerie du marché, Lausanne
- 2024: "Esprits singuliers", Halle Saint-Pierre, Paris
- 2021: Des fleurs dans le Buisson. Musée des Arts Buissonniers, Saint-Sever-du-Moustier[10]
- 2018: Les femmes dans l'art brut. Art et marges musée, Brüssel
- 2018 Le Commun, Genève, "K+M Ammann, collectionneurs de monde"
- Kunstmuseum Malmö, "Solitärer. Sarlingskonst fran Samling Eternod - Mermod", Malmö, 2000 (catalogue)[11]
- 2016: Féminin pluriel. Musée de la Création Franche, Themenausstellung, u. a. mit Madge Gill, Marie Jakobowicz, Evelyne Postic, Ody Saban[12]
- 2015   Collection de l’art brut, Lausanne, “Architectures” (catalogue)
- 2015  Galerie du Marché, Lausanne, "Brut de Brut"
- 2010: Collection Création Franche – 1989-2010. Musée de la Création Franche, Bègles[13]
- 2001 Waldemarsudde Museum, "Solitärer. Sarlingskonst fran Samling Eternod - Mermod," Stockholm, 2001. (catalogue)[14]
- 2000 Kunstmuseum Malmö, "Solitärer. Sarlingskonst fran Samling Eternod - Mermod", Malmö, 2000 (catalogue)[11]
- 1997  Musée de la Création Franche, "collection Eternod-Mermod", Bègles-Bordeaux,(catalogue)[15]